# Nehaj (pevnost)
Pevnost Nehaj (chorvatsky Tvrđava Nehaj, také známá jako Kula (věž) Nehaj či Nehajgrad) je někdejší vojenská pevnost na návrší Trbušnjak obecně nazývaném Nehaj podle pevnosti nad chorvatským přímořským městem Senj v Licko-senjské župě.
Pevnost uskoků, kteří ji využívali jako místo, odkud bránili město a přístav a připravovali útoky proti Turkům a Benátčanům.

## Historie

### Výstavba

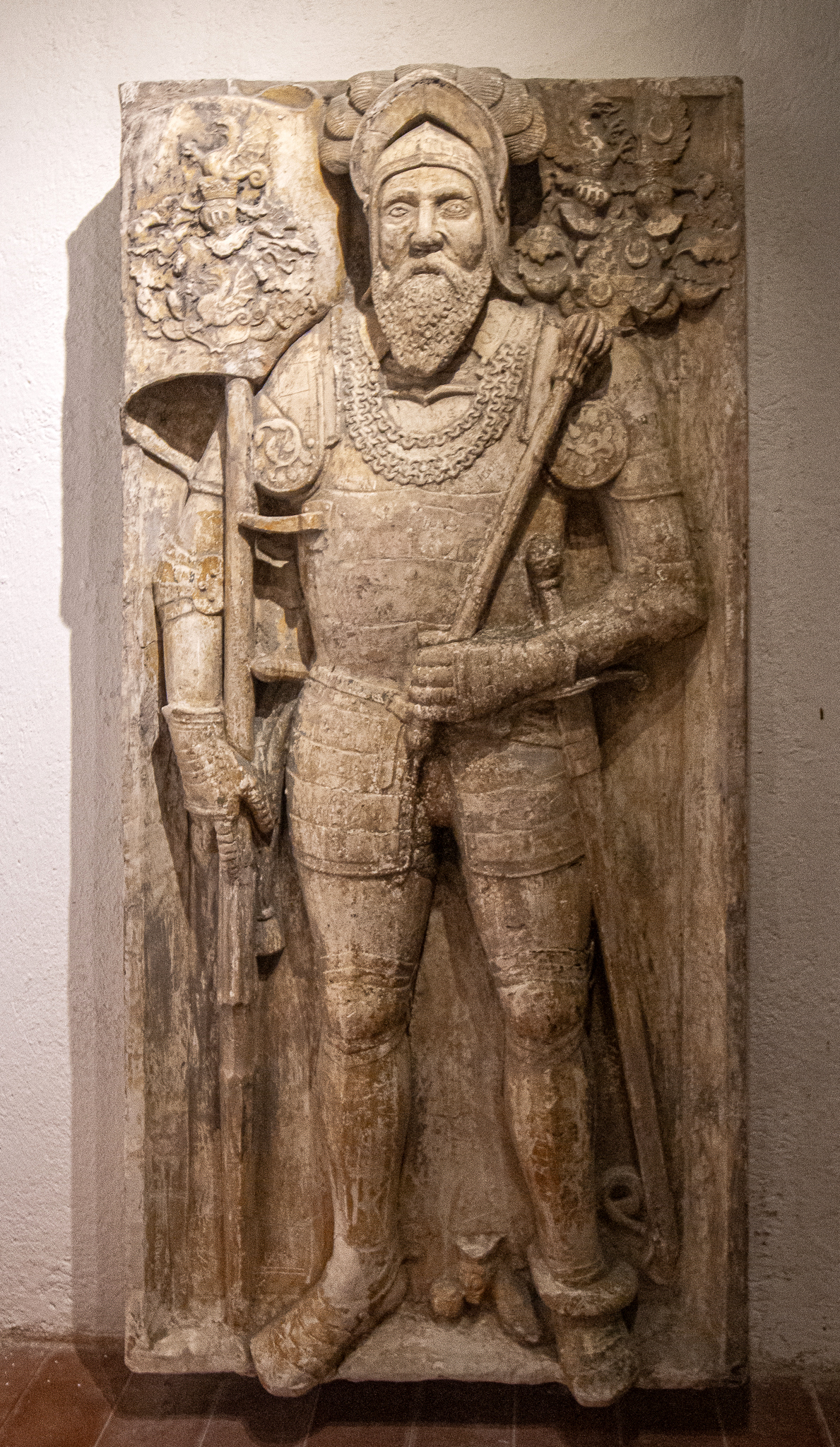
Náhrobek zakladatele pevnosti, generála Ivana Lenkoviće

Pevnost byla postavena na kopci Trbušnjak, často obecně zvaném vrch Nehaj, v roce 1558 pod dohledem kapitána a generála chorvatské vojenské hranice Ivana Lenkoviće a kapitána Herberta VIII. z Auerspergu. Pro účinnější obranu nechal Lenković zcela zbourat všechny kostely, kláštery a budovy mimo hradby Senje, aby se v nich nepřátelé nemohli utábořit. Takto zanikl kostel a klášter sv. Petra a Templářský klášter sv. Jiří s kostelem stejného zasvěcení, jehož základy byly později objeveny v přízemí Nehaje. To kromě písemných dokladů potvrzují také stavební části, nápisy a další indicie zabudované do zdí dnešní pevnosti.

### Charakteristika tvrze

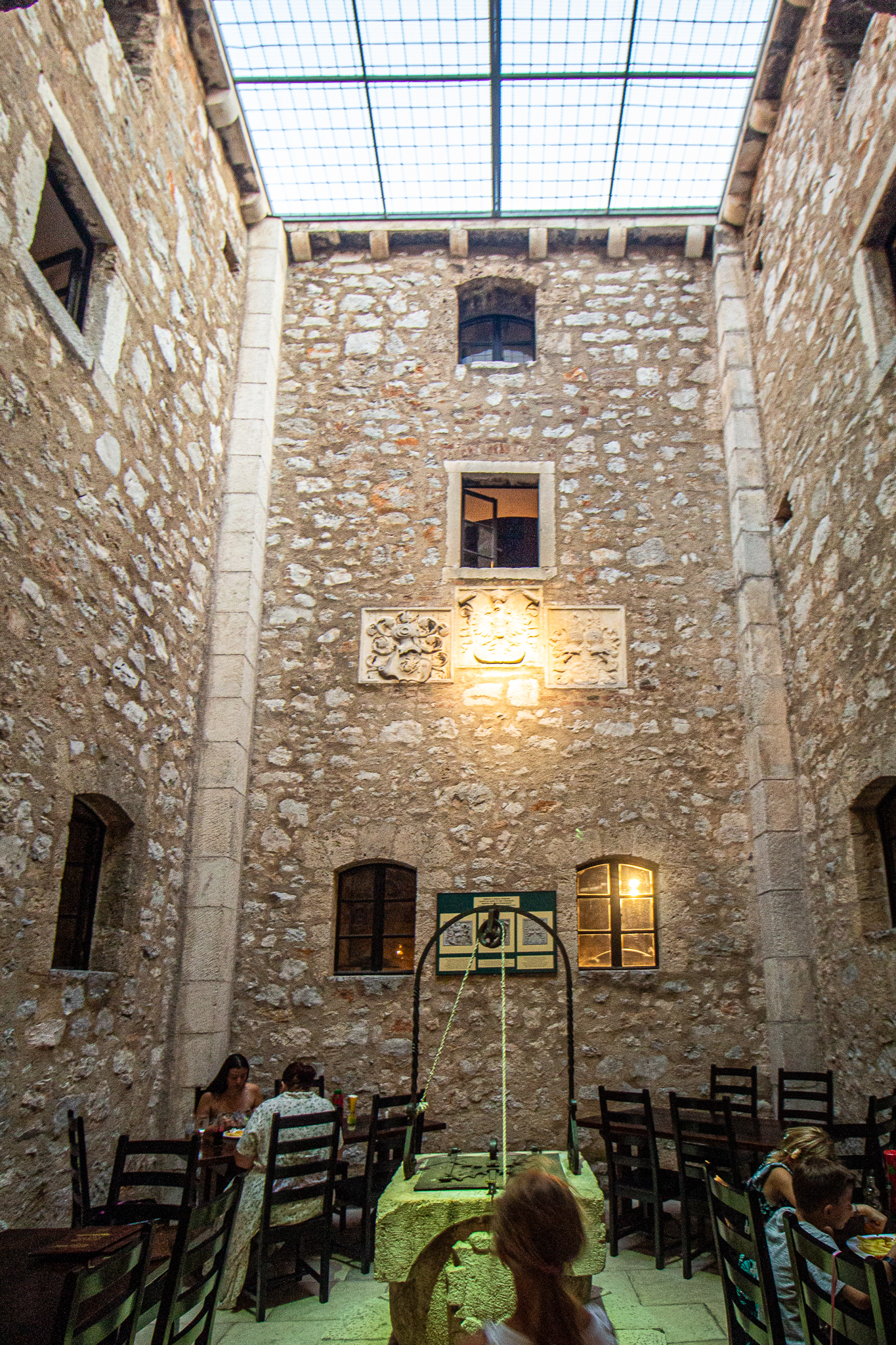
Nádvoří se studnou v přízemí pevnosti

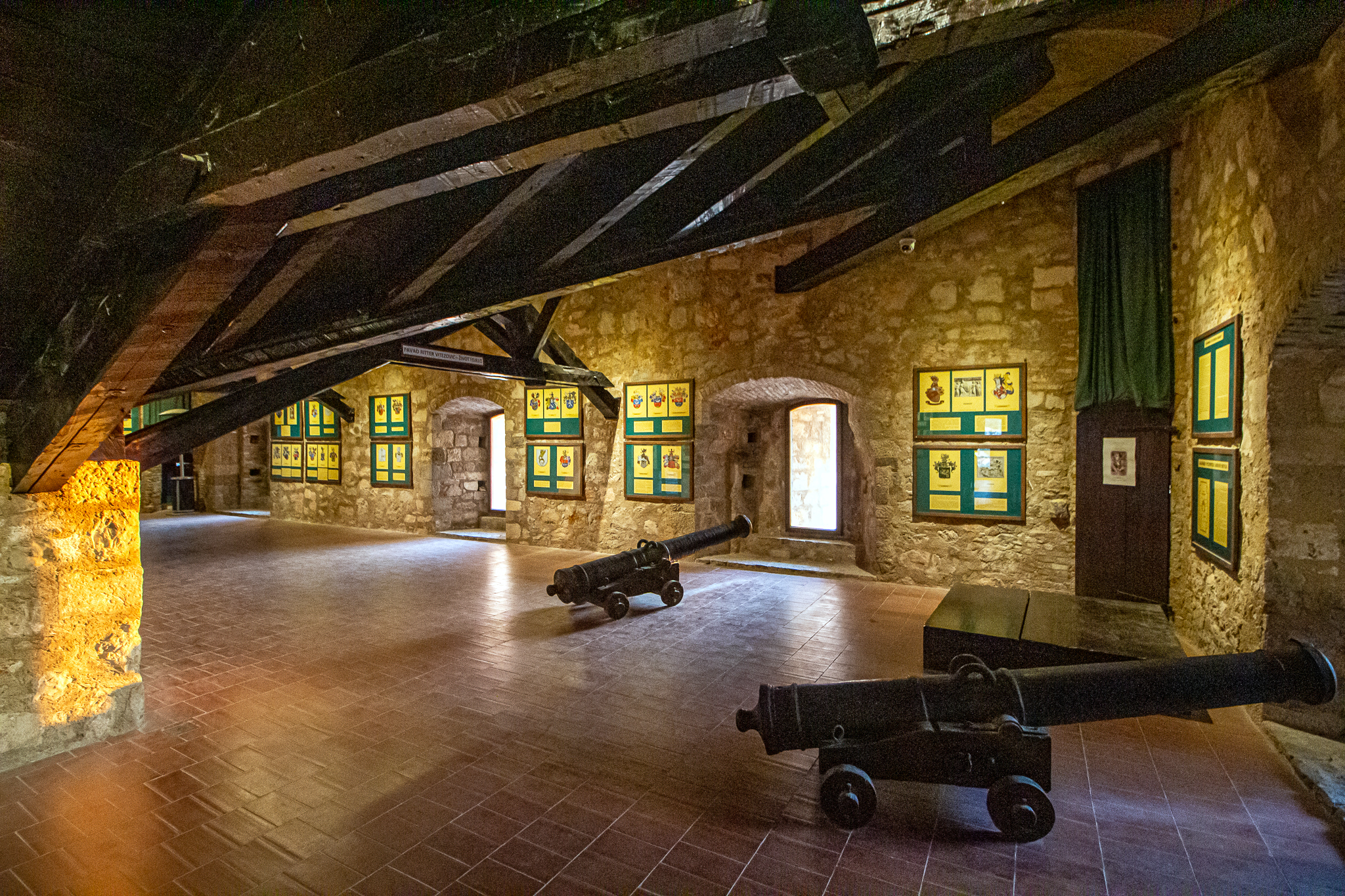
Děla v nejvyšším patře pevnosti

Pevnost Nehaj má tvar krychle a je orientována na světové strany. Je 18 metrů vysoká a 23 metrů široká. Obvodové zdi silné 2 až 3,3 metru jsou postaveny z tesaných kamenných bloků. Směrem k vrcholu se zdi zužují a jsou zakončeny korunou s malými předsunutými věžemi na rozích a jednou nad vstupní branou na severní straně. Ve zdech je asi stovka střílen a 11 velkých dělových otvorů.
V přízemí je nevelké nádvoří s cisternou, dále krb a místnosti pro posádku a zbraně. Posádka o síle sto mužů stačila k odražení útočníků a poskytovala obleženému městu Senj dostatečnou pomoc. Uvnitř pevnosti je cisternová studna, nad níž jsou tři erby: vlevo erb kapitána Ivana Lenkoviće s letopočtem výstavby tvrze, uprostřed je erb tehdejšího pána Senje rakouského arcivévody Ferdinanda I. a vpravo erb senjského hejtmana Herberta VIII. z Auerspergu. V přízemí po pravé straně bylo ohniště a kolem něj místnosti pro vojáky a zbraně. Zde jsou patrné základy malého raně románského kostelíka sv. Jiří z 11. století.
Z vrcholu pevnosti měly stráže dobrý výhled do okolí a mohly sledovat přístupy k Senji po zemi i od moře a od svých spolubojovníků z ostrova a pobřeží přijímaly kouřové a světelné signály.

### Nehaj dnes
Pevnost dnes slouží jako turistický cíl s restaurací a její vrchol slouží jako vynikající vyhlídka, ze které je výhled na chorvatské pobřeží a ostrovy Rab, Goli otok, Prvić, Cres, Krk a pohoří Učka a Velebit.
V pevnosti Nehaj byla instalována trvalá expozice Senjski uskoci a Senjska primorska kapitanija a také stálé expozice senjské diecéze v průběhu historie města a šlechtické erby Senje.
Pevnost spravuje Městské muzeum Senj.
Nehaj je také symbolem města Senj a nachází se také ve stylizované podobě na městském znaku.